# Erimystax insignis
Erimystax insignis és una espècie de peix cipriniforme de la família dels ciprínids.

## Morfologia
Els mascles poden assolir els 10 cm de longitud total.

## Distribució geogràfica
Es troba a Nord-amèrica: Virgínia, Carolina del Nord, Kentucky, Tennessee, Geòrgia i Alabama (Estats Units).